# ویلهلم رامسی
ویلهلم رامسی (انگلیسی: Wilhelm Ramsay؛ ۲۰ ژانویهٔ ۱۸۶۵ – ۶ ژانویهٔ ۱۹۲۸) یک دانشمند در زمینه زمین‌شناسی اهل فنلاند بود.  